# Белова, Валерия Валерьевна
Валерия Валерьевна Белова (род. 15 июня 2000 года) — российская прыгунья в воду.

## Карьера
Живёт и тренируется в Пензе у Валерия Белова. На Чемпионате России 2016 года завоевала золотую медаль (в командных) и две серебряные медали в прыжках с 10-метрового синхронного трамплина и с 10-метрового синхронной вышки. В следующем году на Чемпионате России выиграла золото в прыжках с 10-метровой вышки.
В том же году на чемпионате Европы в паре с Юлией Тимошининой завоевала серебряную медаль по синхронному прыжку с 10-метровой вышки.